# Isola Bella (Sicilia)
L'isola Bella (isula Bedda in siciliano) è un'isola tidale italiana sita nel mar Ionio, in Sicilia, presso Taormina, comune italiano della città metropolitana di Messina.
L'esigua distanza dalla costa a volte, a causa della marea, si annulla, rendendola una penisola. Chiamata anche la "perla del Mediterraneo", il nome fu coniato dal barone tedesco, Wilhelm von Gloeden, che diffuse in tutto il mondo il valore artistico dell'isola.

## Storia
Donata nel 1806 da Ferdinando I di Borbone a Pancrazio Ciprioti, sindaco di Taormina, fu acquistata nel 1890 da Florence Trevelyan che la valorizzò costruendovi una casetta e piantumandovi rare essenze pregiate. Vi piantò specie non autoctone e arbusti rari. L'isola andò poi in eredità all'avvocato Cesare Acrosso, nipote di Salvatore Cacciola, marito di Florence Trevelyan. Nel 1954 fu acquistata per 38.000 ₤ dai fratelli Leone ed Emilio Bosurgi, che vi realizzarono un villaggio con 12 residenze autonome ed una minuscola piscina camuffata fra rocce e piantagioni, al fine di allietare ed ospitare i loro amici imprenditori e banchieri.
La famiglia Bosurgi era proprietaria della Sanderson, storica azienda messinese di trasformazione degli agrumi. Il fallimento di questa nel 1982, aprì la strada alla vendita per asta giudiziaria dei beni di famiglia che garantivano i debiti della società con fideiussioni. Tra questi beni vi era anche l'isola Bella con la sua villa.
Una prima asta fu dunque fissata per il 17 ottobre 1984 con una base di cinque miliardi e mezzo di Lire e rilancio minimo di cento milioni, ma andò deserta.
Intanto le istituzioni si mossero per tutelare l'isolotto. L'8 ottobre 1984 la Regione Siciliana, su sollecitazione del Comune di Taormina, l'Assessorato regionale dei beni culturali dichiarò l'isola Bella un monumento d'interesse storico artistico di particolare pregio in quanto «esempio isolato di unicum come valore naturalistico, storico e culturale», sottoponendola a vincoli di tutela. Il decreto considerava l'isola come un «monumento naturale». Una nuova asta il 6 marzo 1985, nonostante la base fosse stata ribassata del 20%, non vide presentarsi nessun compratore.
Nel 1990 l'isola fu infine acquistata dall'Assessorato dei beni culturali della Regione Siciliana. Nel 1998 fu istituita riserva naturale, gestita dal WWF, poi dalla Provincia di Messina e di recente passata in gestione al CUTGANA, centro di tutela ambientale dell'Università di Catania. Con l'istituzione nel 2010 dei Parchi Archeologici, la gestione, la fruizione, la tutela e la valorizzazione dell'Isolabella sono attualmente di competenza del Parco Archeologico di Naxos.

## Tentative List UNESCO
Nel 2006 Isola Bella assieme a Taormina sono state iscritte nella Tentative List UNESCO per avere il riconoscimento di sito Patrimonio dell'Umanità.